# Новоясеневская
«Новоя́сеневская» (до 2009 года — «Би́тцевский парк») — станция Московского метрополитена, южная конечная Калужско-Рижской линии. Связана пересадкой со станцией «Битцевский парк» на Бутовской линии. Расположена в районе Ясенево (ЮЗАО), в конце Новоясеневского проспекта на границе жилого массива и Битцевского леса. Открыта 17 января 1990 года в составе участка «Тёплый Стан» — «Битцевский парк». Колонная трёхпролётная станция мелкого заложения с одной островной платформой.
До открытия пересадки станция была одной из самых незагруженных в Московском метрополитене: по данным 2008 года её среднесуточный пассажиропоток составлял 10,6 тыс. человек.

## История
История проектирования станции связана с историей проектирования Калужского радиуса. В 1950-х годах был спроектирован Калужский радиус от «Октябрьской» до «Новых Черёмушек». Он был открыт в 1962 году, а в 1964 году продлён до наземной станции «Калужская», организованной на территории электродепо. Далее предполагалось продлить линию в Беляево, что и было сделано в 1974 году с открытием подземных станций «Калужская» и «Беляево». Генпланом 1971 года предусматривалось продление радиуса до Тёплого Стана.
По планам 1981 года предполагалось открыть участок «Беляево» — «Ясенево» в 1986 году. В 1982 году в планы была добавлена станция «Битцевский парк». В интервью «Вечерней Москве» от 30 сентября 1983 года главный инженер проекта В. А. Шмерлинг сообщал, что строительство планировалось начать в 1985 году, но фактически оно будет начато в 4-м квартале 1983 года со сдачей первой очереди («Беляево» — «Тёплый Стан») в 1986 и второй («Тёплый Стан» — «Битцевский парк») в 1988 году. В 1985 году сроки ввода двух очередей были перенесены на 1987 и 1989 годы соответственно. 6 ноября 1987 года был открыт участок «Беляево» — «Тёплый Стан». Планы открыть вторую очередь в 1989 году были сорваны, и участок «Тёплый Стан» — «Битцевский парк» с промежуточной станцией «Ясенево» был открыт 17 января 1990 года. После ввода участка в эксплуатацию в Московском метрополитене стала 141 станция.
3 июня 2008 года постановлением № 462-ПП Правительства Москвы станция «Битцевский парк» была переименована в «Новоясеневскую» для передачи старого названия строящейся станции Бутовской линии. Мероприятия по смене названия начались в апреле 2009 года и завершились к маю 2010 года.
27 февраля 2014 года в южном торце открылся общий со станцией «Битцевский парк» Бутовской линии наземный вестибюль-павильон. Продление Бутовской линии до пересадки на Калужско-Рижскую было необходимо для более равномерного распределения пассажиропотока из Бутова, а также для соединения жителей ближнего Подмосковья с подземным транспортом столицы путём организации перехватывающей парковки у станции «Лесопарковая».

## Конструкция и оформление

### Станция
Конструкция станции — колонная мелкого заложения (глубина — 7 м) с тремя пролётами. На станции 52 колонны с шагом 6 м. Авторы проекта — Н. И. Шумаков, Г. С. Мун и Н. В. Шурыгина.
Колонны отделаны розовым мрамором; путевые стены облицованы ячеистой металлической плиткой тёмно-зелёного цвета; пол выложен серым гранитом.

### Вестибюли
Станция имеет два вестибюля — северо-западный (подземный), с выходом в подземный переход под Новоясеневским проспектом, и юго-восточный (наземный) вестибюль, совмещённый со станцией «Битцевский парк».
При открытии станция имела два вестибюля в торцах платформы. Южный вестибюль имел выход в подземный пешеходный переход, выход из которого, в свою очередь, осуществлялся через наземный павильон. Этот наземный павильон, отделанный серым мрамором и украшенный скульптурной композицией «Ноев ковчег» (скульптор Л. Л. Берлин) и скульптурами животных, проработал чуть больше года (c 17 января 1990 по март 1991 года) и был закрыт в связи с низким пассажиропотоком. Выбор тематики оформления объясняется планами полного или частичного переноса Московского зоопарка в Битцевский лес, но этот проект не был реализован. Вместе с павильоном был закрыт и южный подземный вестибюль. В 2012 году южный наземный павильон был снесён, а на его месте построен наземный вестибюль для двух станций — «Новоясеневской» и «Битцевского парка». В южном торце «Новоясеневской» — лестница в колонный аванзал, который раньше был подземным вестибюлем станции. Он связан переходным коридором с западным торцом «Битцевского парка», а также коридором и лестницей с наземным вестибюлем. 26 августа 2015 года композиция «Ноев Ковчег» была размещена в специально отведённом месте напротив совмещённого вестибюля Калужско-Рижской и Бутовской линий.
Северный вестибюль соединён с подземным пешеходным переходом под Новоясеневским проспектом. Выход в город осуществляется через наземные павильоны на обеих сторонах проспекта. 10 сентября 2012 года был закрыт и вскоре снесён павильон на нечётной стороне Новоясеневского проспекта. Его снос был обусловлен расположением правого тупика Бутовской линии, изгиб которого, в свою очередь, связан с близлежащей застройкой 1990—2000-х годов. На месте старого павильона возведён новый, более современный, со встроенным лифтом для инвалидов. Выход планировалось открыть 1 ноября 2013 года, однако он был открыт 8 марта 2014 года уже после ввода в эксплуатацию станции «Битцевский парк».

## Путевое развитие
За станцией находятся оборотные тупики и пункт технического обслуживания составов.

## Станция в цифрах
- Код станции — 109.
- Пикет ПК222+44,5[7].

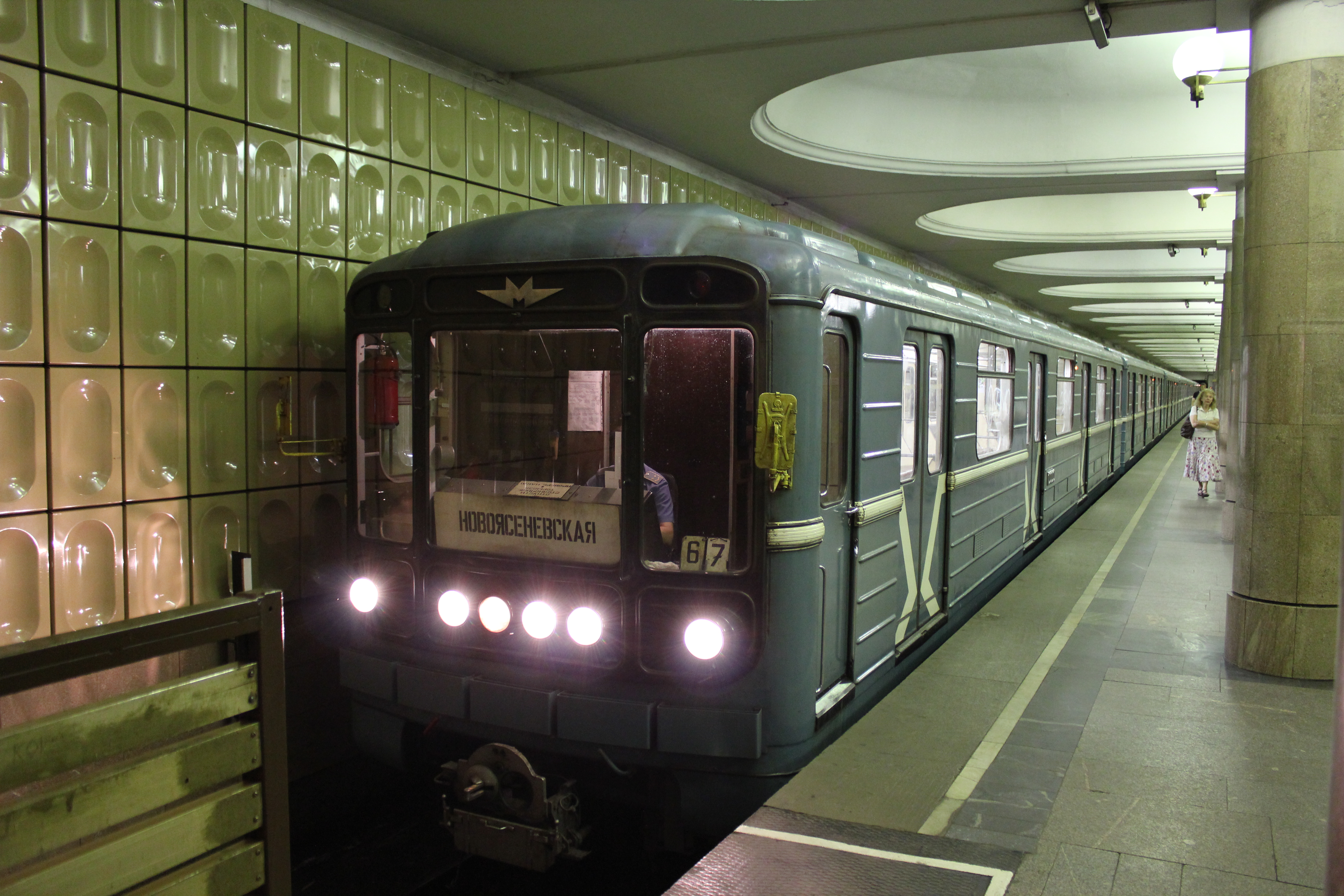
Поезд до «Новоясеневской» на станции Ясенево.

- По данным 1999 года ежедневный пассажиропоток составлял 17 470 человек[8].
- Статистика 2002 года: по входу — 13 700 человек, по выходу — 12 700 человек[9].
- Время открытия станции для входа пассажиров — 5 часов 40 минут, время закрытия — в 1 час ночи[10].
- Таблица времени прохождения первого поезда через станцию[11]:

| По чётным числам            | Будние дни | Выходные дни |
| По нечётным числам          | Будние дни | Выходные дни |
| В сторону станции «Ясенево» | 05:40:00   | 05:40:00     |
| В сторону станции «Ясенево» | 05:57:00   | 05:58:00     |

## Выходы и пересадки
Выход со станции — через подземный переход под Новоясеневским проспектом. В январе 2012 года в связи со строительством оборотных тупиков Бутовской линии выход на нечётную сторону Новоясеневского проспекта был закрыт.
В непосредственной близости от станции находится Ясеневское кладбище. Также недалеко от станции — международная автостанция «Новоясеневская» (Новоясеневский тупик, вл. 4).
С 2010 года планировалось возведение нового наземного вестибюля из южного торца станции, совмещённого с пересадкой на станцию «Битцевский парк» Бутовской линии. Вестибюль был открыт 27 февраля 2014 года.

## Наземный общественный транспорт
На этой станции можно пересесть на следующие маршруты городского пассажирского транспорта:
- Автобусы: 262, т81

## Фотографии

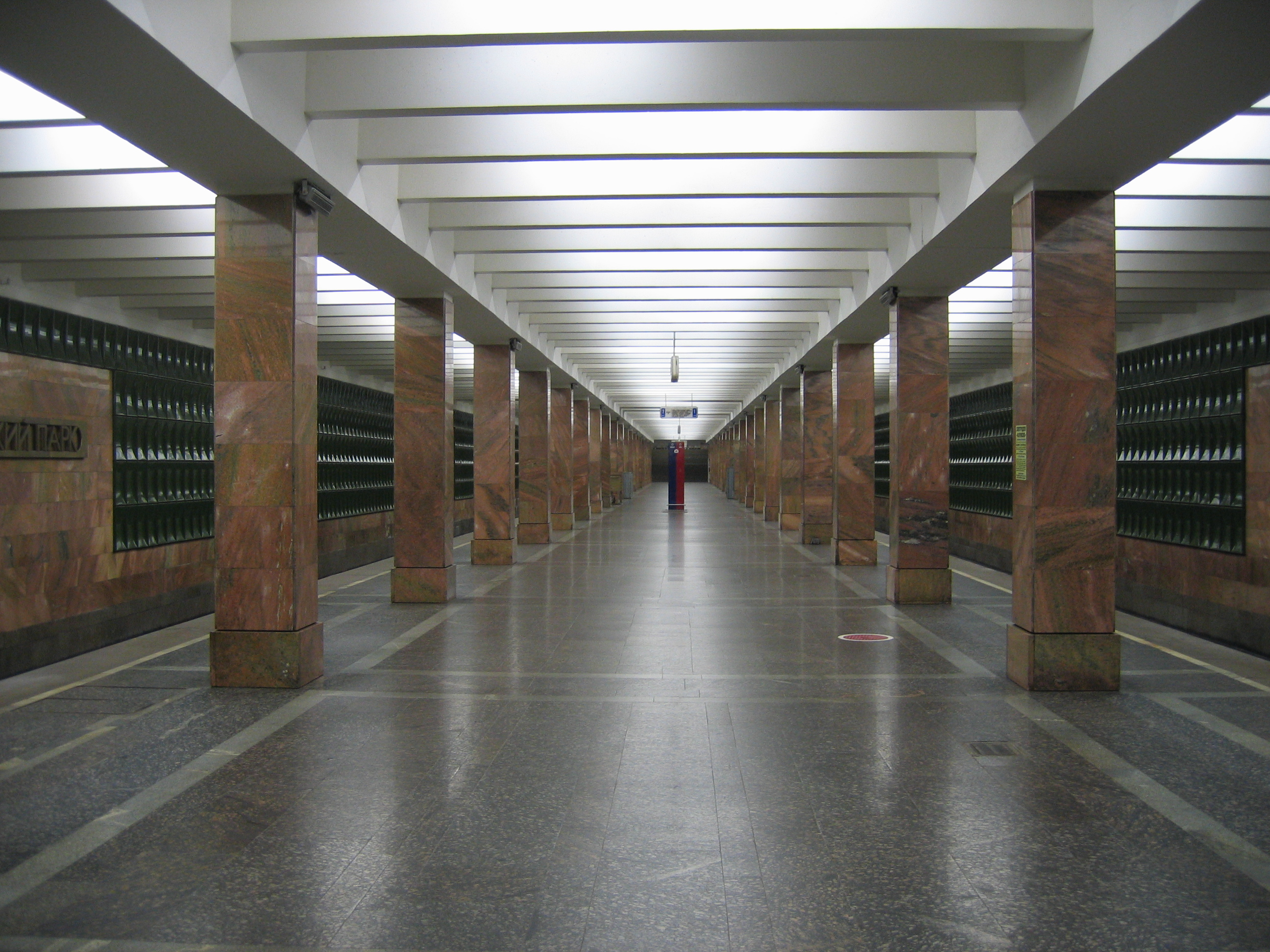
Станция до смены названия (2009)
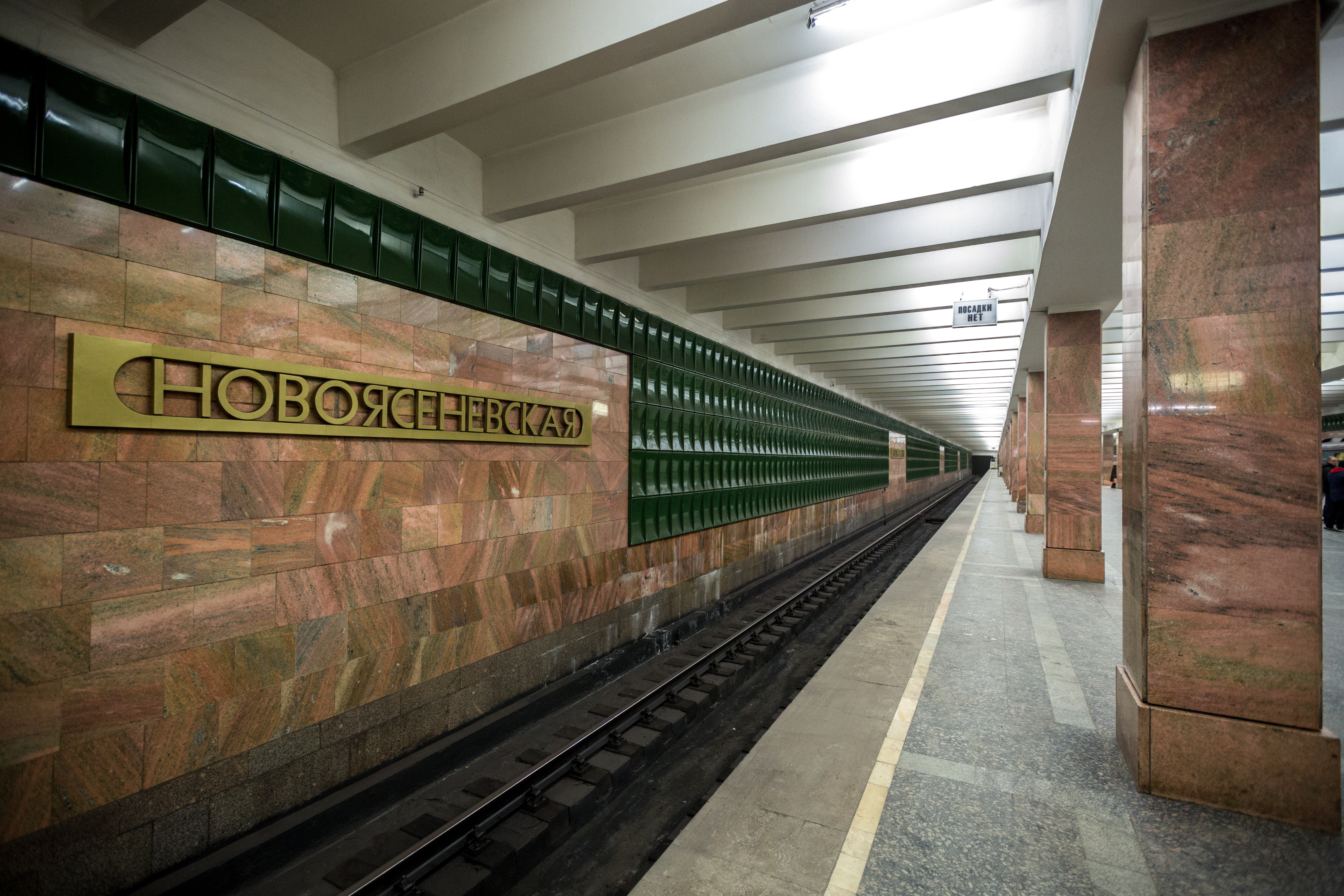
Посадочная платформа (2015)
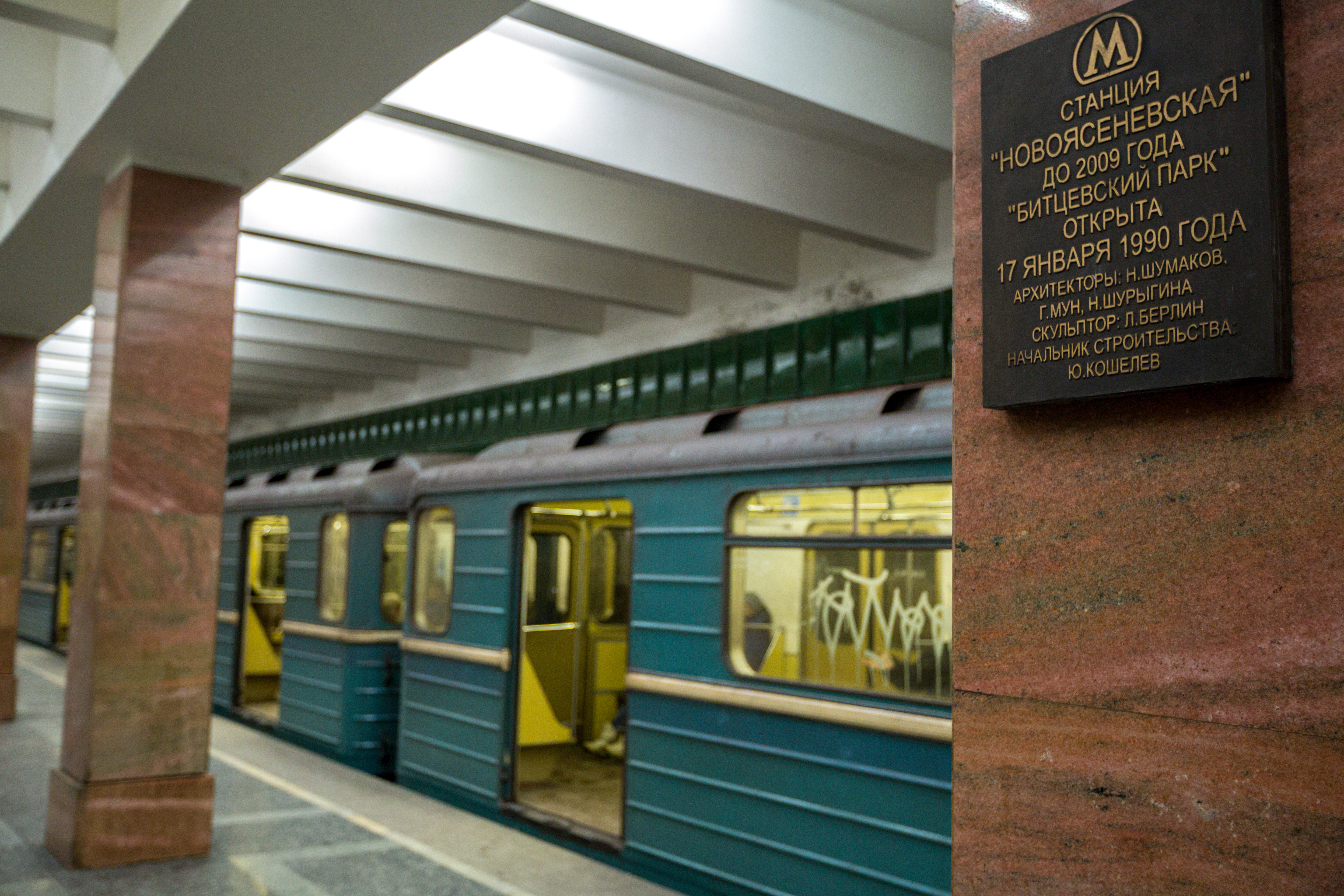
Мемориальная табличка (2015)
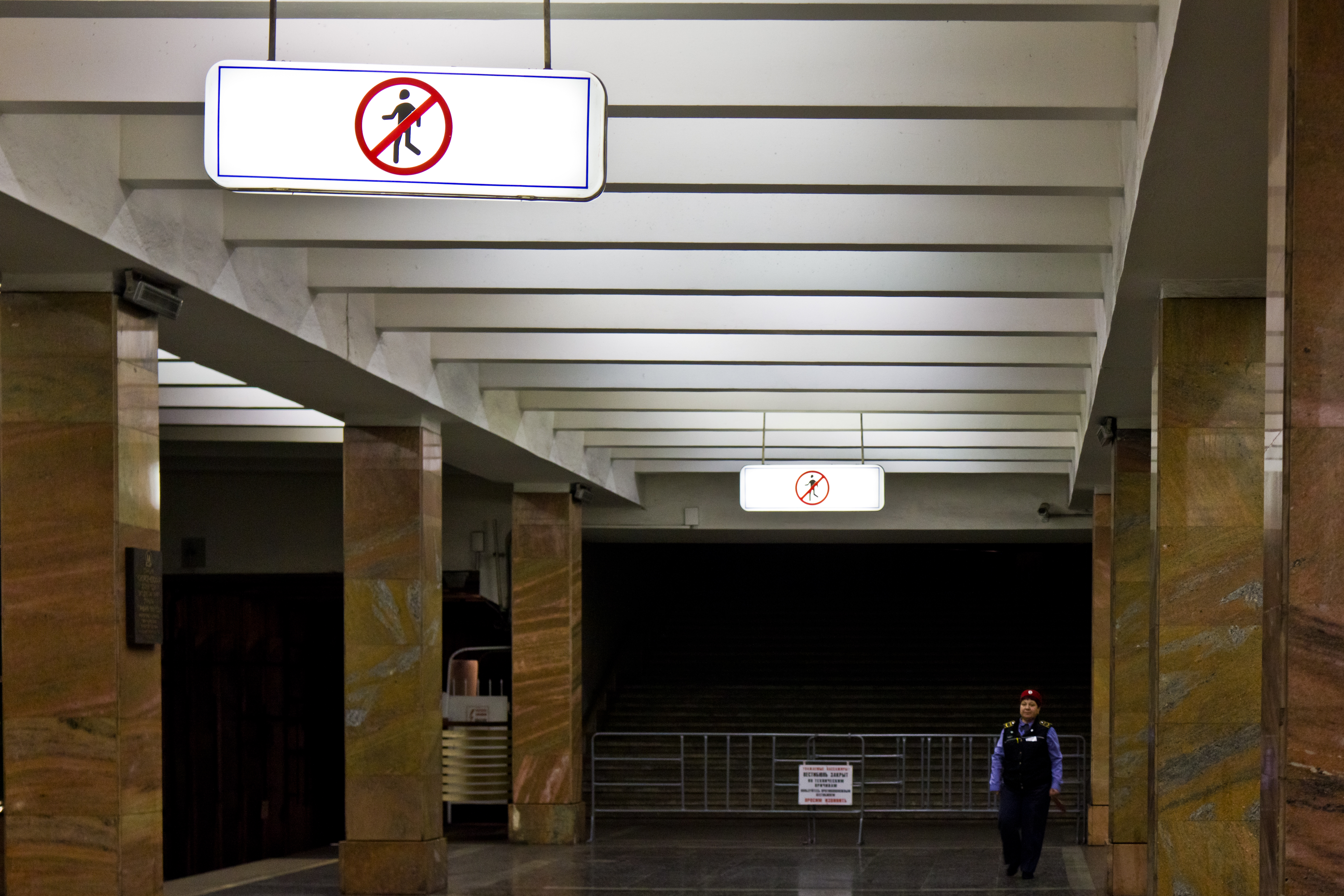
Выход в ранее закрытый вестибюль (2011)
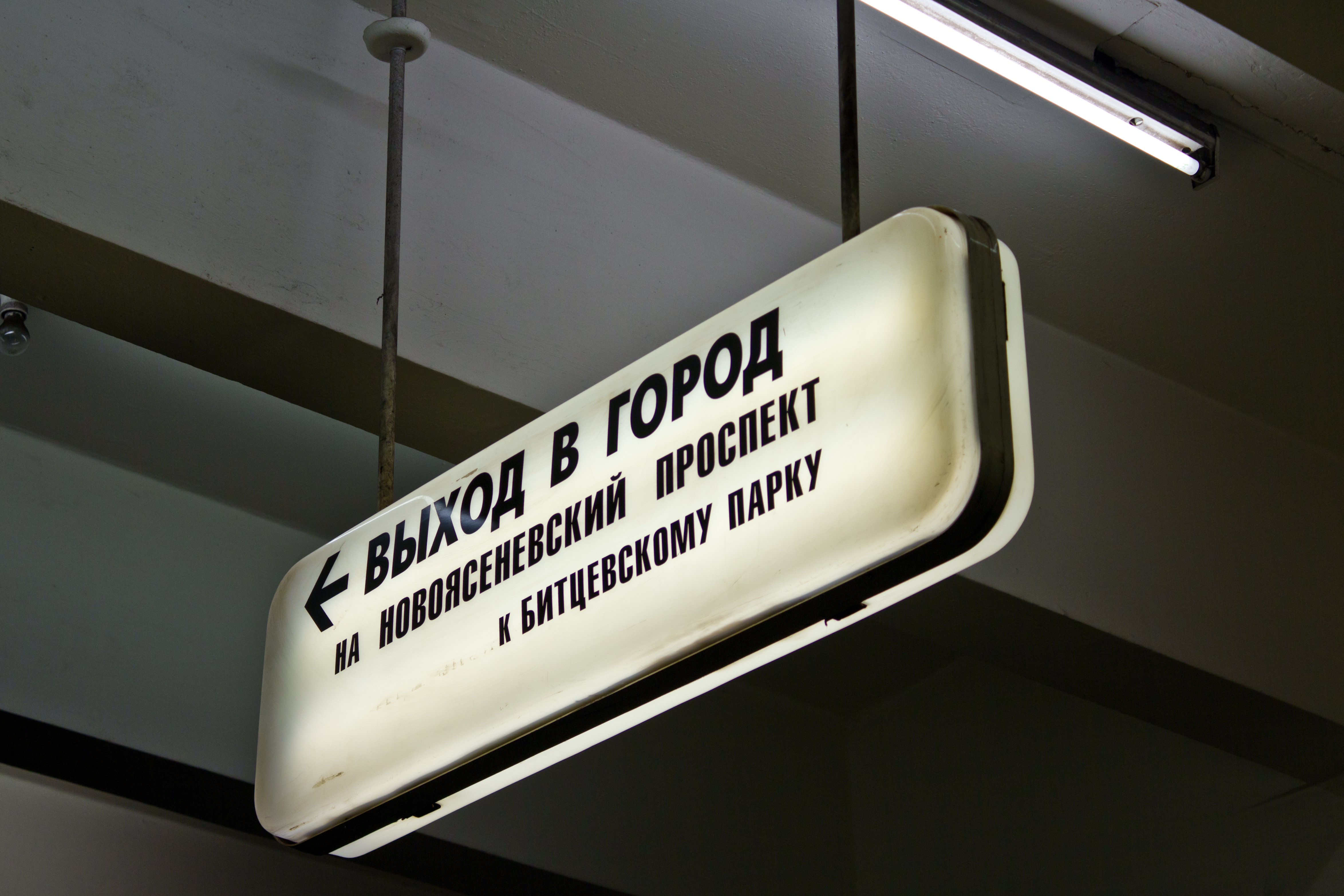
Указатель к единственному на тот момент выходу (2011)
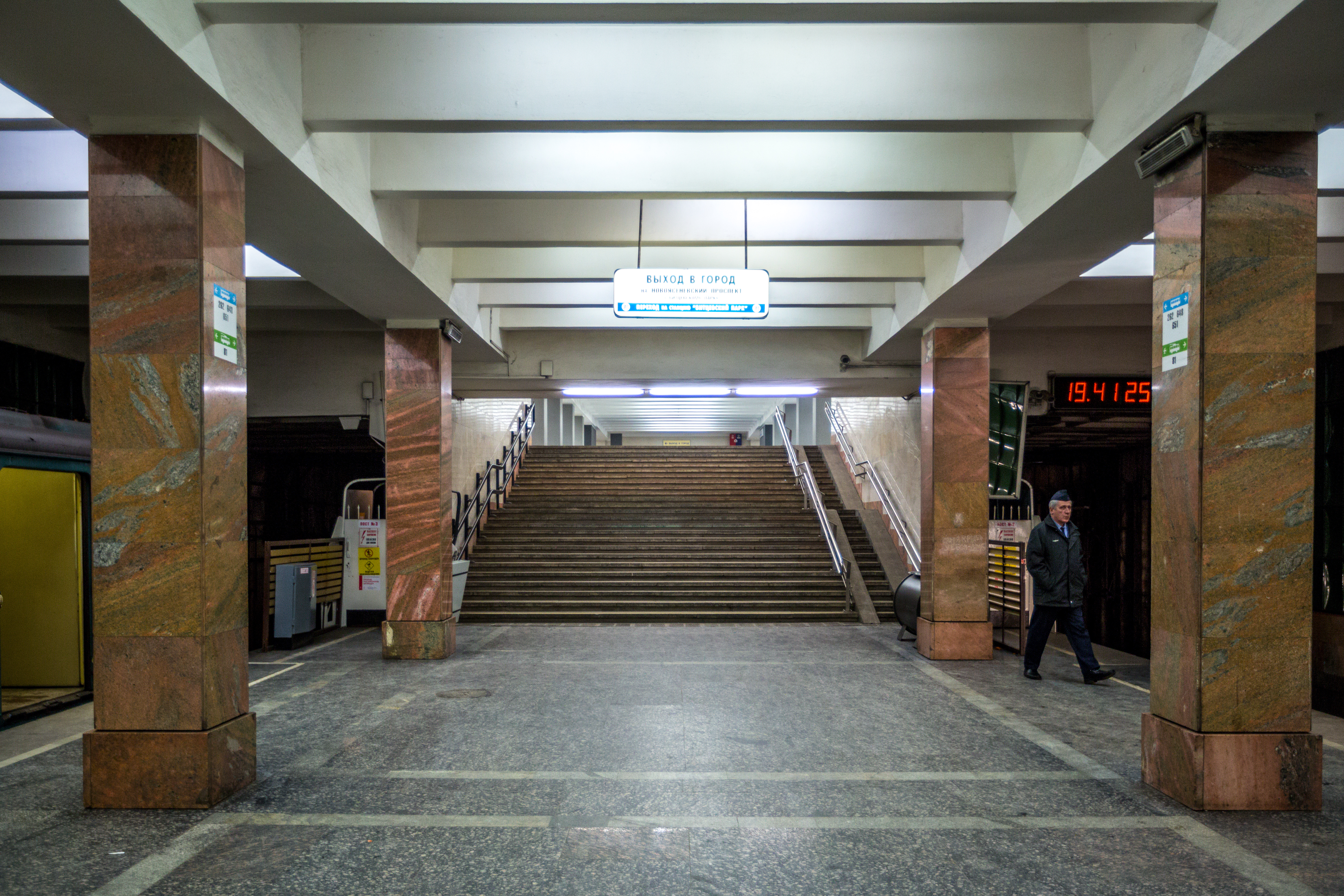
Выход в южный вестибюль (2015)
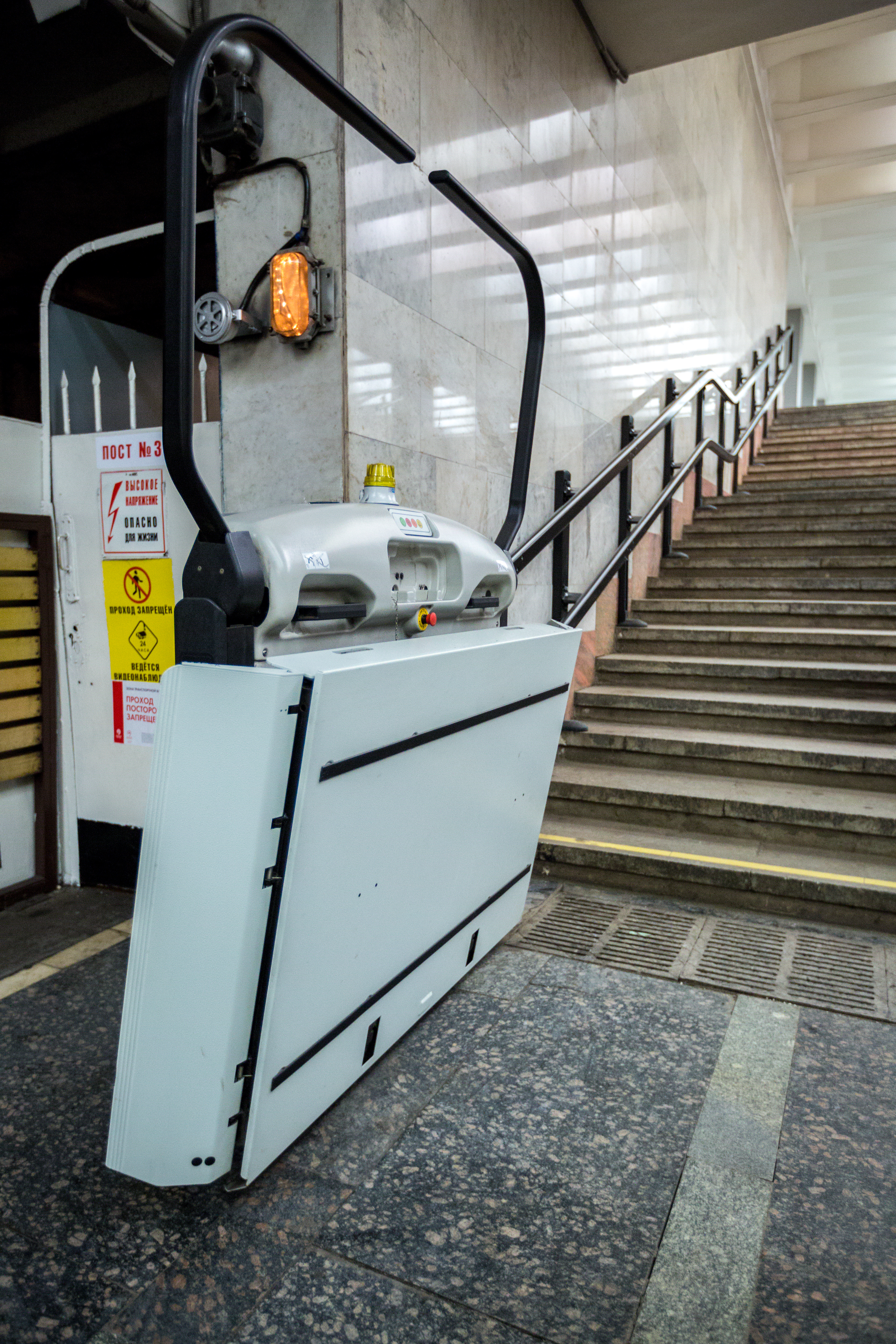
Подъёмник для инвалидов (2015)
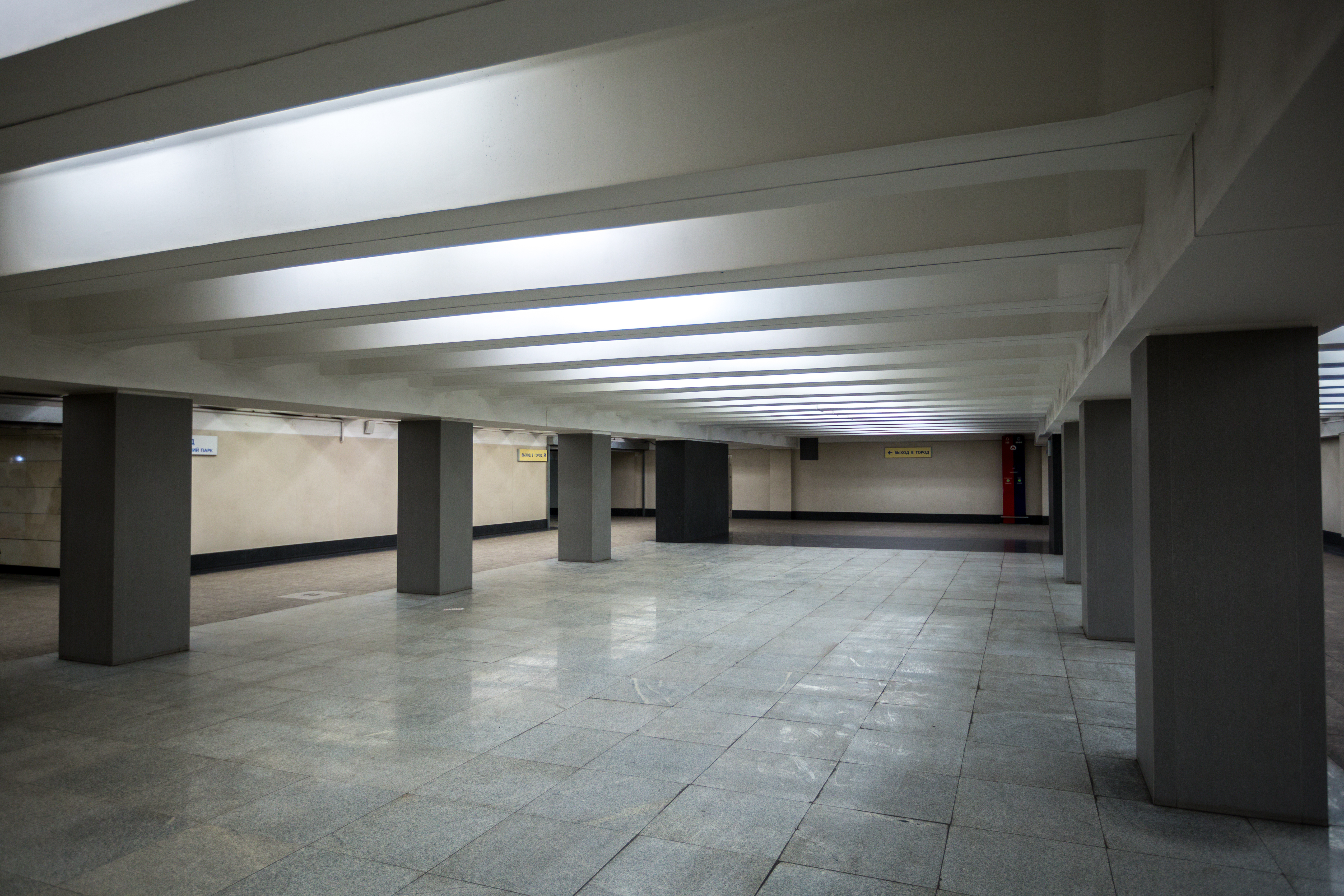
Южный подземный вестибюль (2015)